# Johannes von Frischauf
Johannes von Frischauf (Viena, 17 de setembro de 1837 — Graz, 7 de janeiro de 1924) foi um matemático, físico, astrônomo, geodesista e alpinista austríaco.

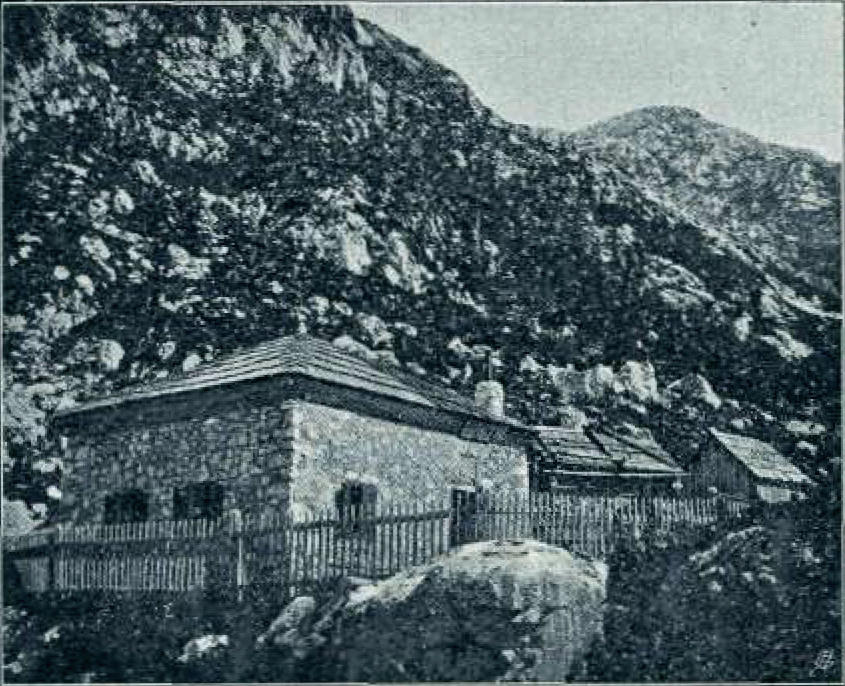
Cabana de Frischauf (1903)

## Obras selecionadas
- Über die Bahn der Asia. In: Sitz. Berichte Kais. Akad. Wiss. Wien, Mat.-nat. Cl. Volume 45, 1862, p. 435–442.
- Bahnbestimmung des Planeten 67 Asia. In: Sitz. Berichte Kais. Akad. Wiss. Wien, Mat.-nat. Cl. Volume 53, 1866, p. 96–141.
- Einleitung in die analytische Geometrie. Leuschner & Lubensky, Graz 1871.
- Zum Rechnen mit unvollständigen Zahlen. In: Zeitschrift math. naturw. Unterr. Volume 26, 1895, p. 161–172.
- Beiträge zur Landesaufnahme und Kartographie des Erdsphäroids. B. G. Teubner, Leipzig 1919.
- Hochthor bei Johnsbach. In: Jahrbuch Steir. Gebirgsverein. 1873, p. 41.
- Reichenstein bei Admont. In: Jahrbuch Steir. Gebirgsverein. 1873, p. 54.
- Die Sannthaler Alpen. Brockhausen und Bräuser, Wien 1877.
- Ein Ausflug auf den Monte Baldo.Wien 1883, Wiener Touristen-Führer.11.
- Krakau bei Murau. Steirische Sommerfrischen, Volume 1, Leuschner & Lubensky, Graz 1896, Hrg. vom Steirischen Gebirgsvereine.